# Nexoxcho
Nexoxcho est, dans la mythologie aztèque, la déesse de la peur. Une déesse des dieux infernaux qui habitaient dans le Mictlan.